# Долина-Рацлавки (заповедник)
Доли́на-Рацла́вки (пол. Rezerwat przyrody Dolina Racławki ) — наименование ландшафтного заповедника в Польше, который находится в административных границах сёл Пачултовице и Дубе сельской гмины Кшешовице Краковского повята Малопольского воеводства.
Заповедник располагается в нижней части долины Рацлавка, от которой получил своё наименование. Долина Рацлавка находится на Краковско-Ченстоховской возвышенности и входит в состав ландшафтного парка «Долинки-Краковске». На территории заповедника протекает река Рацлавка и находятся многочисленные выступающие из земли известковые скалы. На территории заповедника находятся Жарская и Бечковая пещеры.
Заповедник был основан 28 июля 1962 года указом Министра лесного хозяйства и деревообрабатывающей промышленности. Занимает площадь 473,66 гектаров. Целью заповедника является сохранение и защита смешанного буково-грабового тугайного леса и окружающего его окружающей среды.
В заповеднике произрастают пыльцеголовник длиннолистный, дремлик зимовниковый, белладонна, плаун булавовидный, ладьян трёхнадрезный, подснежник белоснежный, водосбор обыкновенный и башмачок настоящий.
С 2001 года заповедник включён в европейскую программу «Natura 2000». Через заповедник проходят велосипедный «Путь Орлиных Гнёзд» и пешие туристические маршруты.